# Thomas Clayton Davis
Thomas Clayton Davis (* 6. September 1889 in Prince Albert; † 21. Januar 1960 in Victoria) war ein kanadischer Ingenieur, Offizier und Diplomat.

## Leben
Thomas Clayton Davis stammte aus einer irischen Familie, die sich südlich von Sherbrooke, Quebec angesiedelt hatte. Sein Großvater organisierte den Wahlkampf von John Macdonald. Sein Vater zog von Quebec nach Prince Albert, wo er und ein Bruder betrieben ein Handelshaus eröffneten.
1909 erhielt Thomas Davis die Zulassung als Rechtsanwalt am Osgoode Hall. Er übte in Prince Albert mit seinem Partner Frank Halliday den Beruf des Rechtsanwalts aus.
Im Februar 1926 ernannte er Referenten für kommunale Angelegenheiten. Im Dezember 1927 wurde er Generalstaatsanwalt. Bei den Provinzwahlen in Prinz-Albert 1929 war er den Mitbewerber auf Platz 2 Davis John Diefenbaker um wenige Stimmen überlegen. Nach einer Legislaturperiode kehrte er zum Rechtsanwaltsberuf zurück.
1934 wurde Thomas Clayton Davis, Premierminister James Garfield Gardiner zum Generalstaatsanwalt ernannt. Davis war ein begabter Politiker. Er hatte ein beachtliches Gedächtnis für Namen und persönlichen Daten seiner Wähler.
Im Juni 1939 wurde Davis in das Berufungsgericht berufen. Seine Zeit auf dem Court of Appeal war kurz. Im Jahr 1940 ernannte ihn Premierminister Mackenzie King zum stellvertretenden Kriegsminister. Ab 1942 war er im auswärtigen Dienst, erst als Hochkommissar in Australien, dann als Gesandter in China, Westdeutschland und Japan.